# 闸殷路
闸殷路是中華人民共和國上海市楊浦區的一條道路，東北起自軍工路，西南至淞滬路，全长4020米。中華民国14年（1925年）闸北水电公司修建闸殷路，由於道路地處殷行乡轄區内，所以道路以闸北水电公司和殷行乡首字取名為闸殷路。1937年道路改為瀝青路面。

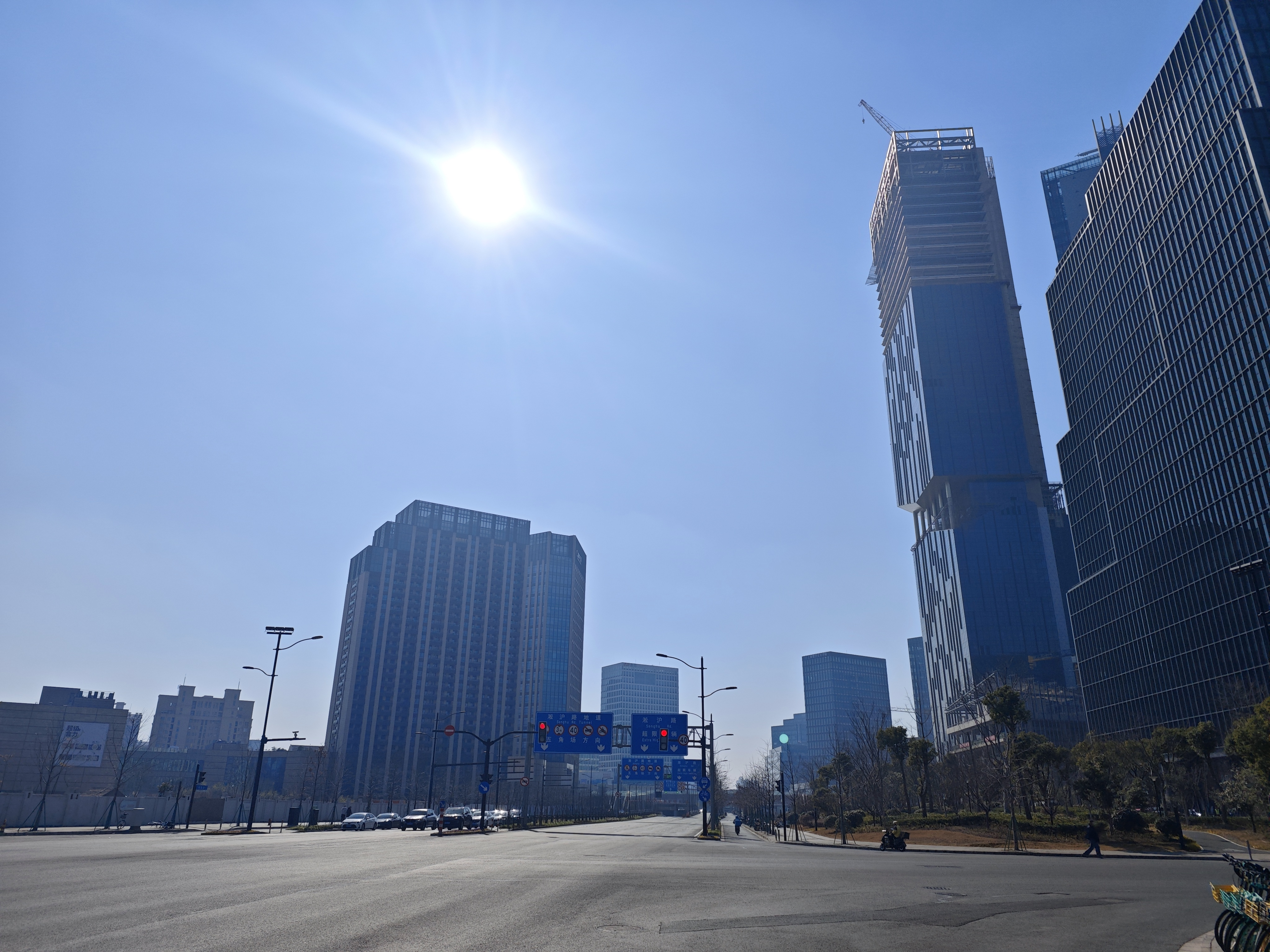
闸殷路，民府路口